# Bundesstraße 319
Die Bundesstraße 319 (Abkürzung: B 319) ist eine deutsche Bundesstraße, sie führt von Berchtesgaden, abzweigend von der B 305 nach Obersalzberg und von dort über die Oberau wieder hinunter in den Berchtesgadener Ortsteil Unterau, wo sie wieder in die B 305 mündet. Von der Bundesstraße zweigt die Roßfeldhöhenringstraße ab, die in Obersalzberg auch wieder einmündet.
Das Teilstück zwischen der B 305 in Berchtesgaden und Obersalzberg wurde früher eigenständig als B 425 geführt.
Die Bundesstraße weist im Abschnitt über den Salzberg erhebliche Steigungen von bis zu 26 % auf. Auf dem Plateau befindet sich heute unter anderem die Dokumentation Obersalzberg über die Bedeutung des Ortes während der NS-Zeit und die Kehlsteinabfahrtsstelle.
Der südliche Abzweig vom Kreisverkehr Obersalzberg bis Hinterbrand (Scharitzkehlstraße, Dürreckstraße, Länge 7,8 km) wurde bis in die 1990er Jahre als Teil der B 319 (oder als B 319a) geführt. Er bildet nunmehr die Kreisstraße BGL 19.